# Patrick Keohane
Patrick Keohane (Courtmacsherry, 1879 – Plymouth, 1950) è stato un marinaio ed esploratore irlandese.
Ufficiale della Royal Navy, si unisce alla spedizione Terra Nova (1910-13) in Antartide sotto il comando di Robert Falcon Scott. Membro del secondo gruppo di supporto, è tra gli ultimi ad accompagnare il team di Scott nel suo viaggio verso il Polo Sud. Successivamente, con Scott disperso, cerca invano con Edward L. Atkinson di prestargli soccorso.
Nell'estate successiva partecipa alla ricerca dei corpi dei membri del gruppo di Scott.